# Orbilia coccinella
Orbilia coccinella är en svampart som först beskrevs av Søren Christian Sommerfelt och som fick sitt nu gällande namn av Elias Fries 1849. 
Orbilia coccinella ingår i släktet Orbilia och familjen vaxskålar.   Inga underarter finns listade i Catalogue of Life.